# Bahnstrecke Sishen–Saldanha
| Lokomotive der SAR Class 9E Series 1 in Salkos Yard |                   |                             |                             |
| Streckenlänge: | 861 km            |                             |                             |
| Spurweite: | 1067 mm (Kapspur) |                             |                             |
| Stromsystem: | 50 kV 50 Hz ~     |                             |                             |
| Maximale Neigung: | 10 ‰              |                             |                             |
| Streckengeschwindigkeit: | 80 km/h           |                             |                             |
| |                   |                             |                             |
| \| \| \| Port of Saldanha \| \| \| \| 0 \| Salkos Yard \| Salkos Yard \| \| \| \| nach Kapstadt \| \| \| \| \| Kapstadt–Saldanha \| \| \| \| 41 \| Dwarskersbos \| Loop 1 \| \| \| 92 \| Kreefbai \| Loop 2 \| \| \| 142 \| Bamboesbaai \| Loop 3 \| \| \| \| Olifants River \| \| \| \| \| Kapstadt–Bitterfontein \| \| \| \| \| von Bitterfontein \| \| \| \| 184 \| Knersvlak \| Loop 4 \| \| \| 227 \| Saggiesberg \| Loop 5 \| \| \| 274 \| Kanakies \| Loop 6 \| \| \| 337 \| De Kop \| Loop 7 \| \| \| 372 \| Sous \| Loop 8 \| \| \| 409 \| Commissioner’s Pan \| Loop 9 \| \| \| 446 \| Halfweg \| Loop 10 \| \| \| 484 \| Dagab \| Loop 11 \| \| \| 532 \| Kolke \| Loop 12 \| \| \| 576 \| Kenhardt \| Loop 13 \| \| \| 614 \| Rugseer \| Loop 14 \| \| \| 659 \| Oorkruis \| Loop 15 \| \| \| \| Prieska–Upington \| \| \| \| \| Oranje \| \| \| \| 699 \| Rooilyf \| Loop 16 \| \| \| 741 \| Witpan \| Loop 17 \| \| \| 792 \| Vrolik \| Loop 18 \| \| \| \| Langberg \| Loop 19 \| \| \| \| Postmasburg–Hotazel \| \| \| \| \| von Hotazel und Postmasburg \| \| \| \| 861 \| Sishen (Dingleton) \| Sishen (Dingleton) \| |                   |                             |                             |
| Kopfbahnhof Streckenanfang |                   | Port of Saldanha            | Port of Saldanha            |
| Dienststation / Betriebs- oder Güterbahnhof | 0                 | Salkos Yard                 | Salkos Yard                 |
| Abzweig geradeaus und nach rechts |                   | nach Kapstadt               | nach Kapstadt               |
| Kreuzung geradeaus unten |                   | Kapstadt–Saldanha           | Kapstadt–Saldanha           |
| Dienststation / Betriebs- oder Güterbahnhof | 41                | Dwarskersbos                | Loop 1                      |
| Dienststation / Betriebs- oder Güterbahnhof | 92                | Kreefbai                    | Loop 2                      |
| Dienststation / Betriebs- oder Güterbahnhof | 142               | Bamboesbaai                 | Loop 3                      |
| Brücke über Wasserlauf |                   | Olifants River              | Olifants River              |
| Kreuzung geradeaus oben |                   | Kapstadt–Bitterfontein      | Kapstadt–Bitterfontein      |
| Abzweig geradeaus und von links |                   | von Bitterfontein           | von Bitterfontein           |
| Dienststation / Betriebs- oder Güterbahnhof | 184               | Knersvlak                   | Loop 4                      |
| Dienststation / Betriebs- oder Güterbahnhof | 227               | Saggiesberg                 | Loop 5                      |
| Dienststation / Betriebs- oder Güterbahnhof | 274               | Kanakies                    | Loop 6                      |
| Dienststation / Betriebs- oder Güterbahnhof | 337               | De Kop                      | Loop 7                      |
| Dienststation / Betriebs- oder Güterbahnhof | 372               | Sous                        | Loop 8                      |
| Dienststation / Betriebs- oder Güterbahnhof | 409               | Commissioner’s Pan          | Loop 9                      |
| Dienststation / Betriebs- oder Güterbahnhof | 446               | Halfweg                     | Loop 10                     |
| Dienststation / Betriebs- oder Güterbahnhof | 484               | Dagab                       | Loop 11                     |
| Dienststation / Betriebs- oder Güterbahnhof | 532               | Kolke                       | Loop 12                     |
| Dienststation / Betriebs- oder Güterbahnhof | 576               | Kenhardt                    | Loop 13                     |
| Dienststation / Betriebs- oder Güterbahnhof | 614               | Rugseer                     | Loop 14                     |
| Dienststation / Betriebs- oder Güterbahnhof | 659               | Oorkruis                    | Loop 15                     |
| Kreuzung geradeaus unten |                   | Prieska–Upington            | Prieska–Upington            |
| Brücke über Wasserlauf |                   | Oranje                      | Oranje                      |
| Dienststation / Betriebs- oder Güterbahnhof | 699               | Rooilyf                     | Loop 16                     |
| Dienststation / Betriebs- oder Güterbahnhof | 741               | Witpan                      | Loop 17                     |
| Dienststation / Betriebs- oder Güterbahnhof | 792               | Vrolik                      | Loop 18                     |
| Dienststation / Betriebs- oder Güterbahnhof |                   | Langberg                    | Loop 19                     |
| Kreuzung geradeaus oben |                   | Postmasburg–Hotazel         | Postmasburg–Hotazel         |
| Abzweig geradeaus und von rechts |                   | von Hotazel und Postmasburg | von Hotazel und Postmasburg |
| Kopfbahnhof Streckenende | 861               | Sishen (Dingleton)          | Sishen (Dingleton)          |

Die Bahnstrecke Sishen–Saldanha (englisch Sishen-Saldanha Railway Line), auch Erzexportlinie (Ore export Line oder Orex line), ist eine 861 Kilometer lange, eingleisige, elektrifizierte Bahnstrecke in Südafrika.
Die Strecke verbindet Eisenerzminen nahe Sishen in der Provinz Nordkap mit dem Atlantikhafen Saldanha in der Provinz Westkap. Auf ihr verkehren schwere Güterzüge; Personenverkehr findet nicht statt. Sie wurde, wie in Südafrika üblich, in Kapspur errichtet.

## Geographie
Von einer Höhe von 1295 Metern über dem Meeresspiegel in Sishen steigt die Strecke 42 Kilometer lang an, bevor sie zum Oranje bei Groblershoop hin abfällt. Auf den nächsten 300 Kilometern steigt und fällt die Strecke, bis sie zur Atlantikküste hin abfällt. Die Strecke kreuzt den Olifant’s River auf einem 1035 Meter langen Viadukt zwischen Vredendal und Lutzville, erreicht die Küste und folgt ihr rund 160 Kilometer südwärts bis Saldanha. Die Strecke weist zahlreiche Kurven mit großen Radien auf. Parallel zur Strecke verlaufen Schotterstraßen. Straßen werden grundsätzlich niveaufrei gequert. Der einzige Tunnel ist der 840 Meter lange Bobbejaansberg-Tunnel bei Elands Bay.

## Geschichte

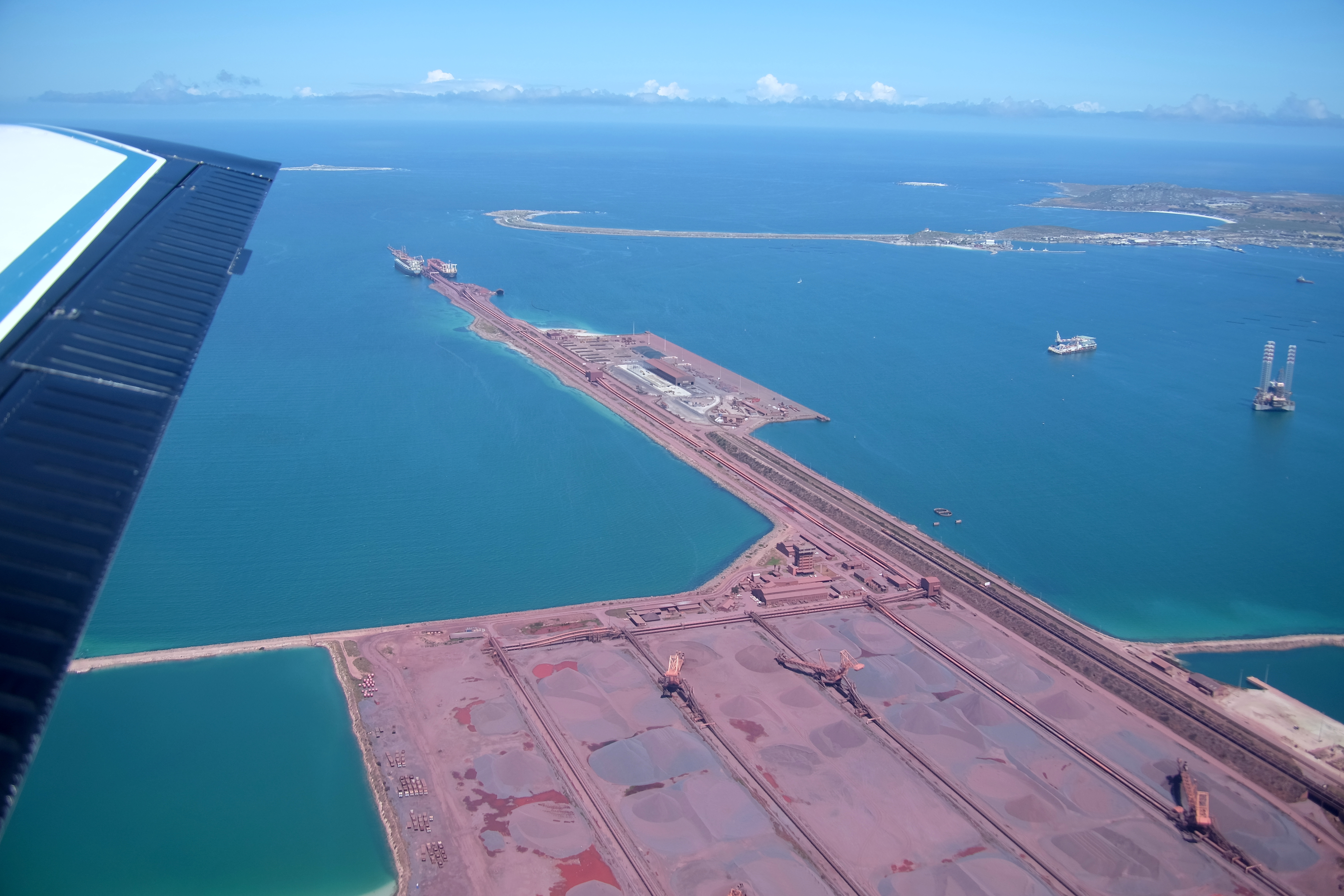
Erzhafen in Saldanha

Mit einem Kabinettsbeschluss vom Februar 1973 gab die südafrikanische Regierung ihre Zustimmung für einen Ausbau der Bergbauaktivitäten in der Region Sishen. Darunter fiel auch die Errichtung einer Bahnstrecke und eines Massengüterhafens in der Saldanha-Bucht. Die gesetzlichen Grundlagen bildeten für beide Vorhaben der Sishen-Saldanha Bay Railway Construction Act (Act No. 28 / 1973) und der Saldanha Bay Harbour Construction Act (Act No. 29 / 1973). Der Entschluss für den Bau entwickelte sich nachträglich zu einem kontroversen Thema, deren Debatte im Verlauf des Jahres 1974 in der Öffentlichkeit anhielt und sich auf andere Großindustriezentren wie Richards Bay und Newcastle ausweitete. Mit der Untersuchung zur Machbarkeit der Eisenbahnstrecke von Sishen nach Saldanha befasste sich das Straszacker Committee, dessen Bericht nicht veröffentlicht wurde. Die kompletten Kosten für den Bau der Eisenbahnstrecke, des Hafens und aller Nebenanlagen wurde zu diesem Zeitpunkt auf 480 Millionen Rand beziffert.
Die Bahnstrecke wurde ab dem 1. Juni 1973 von ISCOR (Iron and Steel Corporation) gebaut, einem halbstaatlichen Eisen- und Stahlunternehmen, das seit 1953 in Sishen Eisenerz förderte und für dessen Abfuhr eine leistungsfähige Verbindung zum nächstgelegenen Tiefwasserhafen gesucht wurde. Im Mai 1976 wurde die Strecke eröffnet; im April 1978 wurde sie an South African Railways & Harbours, heute Transnet Freight Rail, übergeben, welche die Strecke elektrifizierte. Eine Betriebsspannung von 50 kV Wechselspannung wurde anstelle der üblichen 25 kV gewählt, um schwerere Lasten transportieren und die Abstände zwischen den Umspannwerken vergrößern zu können. Anfangs bestanden die Züge aus drei Lokomotiven der SAR-Klasse 9E, die 210 Güterwagen des Typs CR mit einer Kapazität von jeweils 80 Tonnen zogen. Seit 1978 wird auch Eisenerz aus Beeshoek bei Postmasburg abgefahren. 1980 fuhr der erste Güterzug mit Erzkonzentrat zum Hafen Saldanha.
1989 fand die Rekordfahrt eines Zuges aus neun E-Loks, sieben Diesellokomotiven und 660 beladenen Wagen statt. Der Zug war 7303 Meter lang und wog 71.210 Tonnen. Seine Durchschnittsgeschwindigkeit betrug rund 38 km/h. Bis 2008 wurden 600 Millionen Tonnen Erz transportiert. 2010 entgleiste das dritte und letzte Segment eines Zuges. 107 mit Eisenerz beladene Wagen sprangen aus den Schienen, drei Lokomotiven wurden zerstört. Bei einem ähnlichen Unfall im selben Jahr war ein unbesetzter Zug entgleist, weil die Funkverbindung zu einigen der Lokomotiven abgerissen war.
Ursprünglich war die eingleisige Strecke mit zehn Kreuzungsstellen (Loops) versehen worden. Seither wurde ihre Zahl auf 19 erhöht, um die Streckenkapazität zu erhöhen. Loop 7 (De Kop, bei Kilometer 337) soll durch Loop 7A ersetzt werden, das zwischen Kilometer 316 und 324 liegen soll, damit die Abstände der Kreuzungsstellen gleichmäßiger werden.

## Betrieb

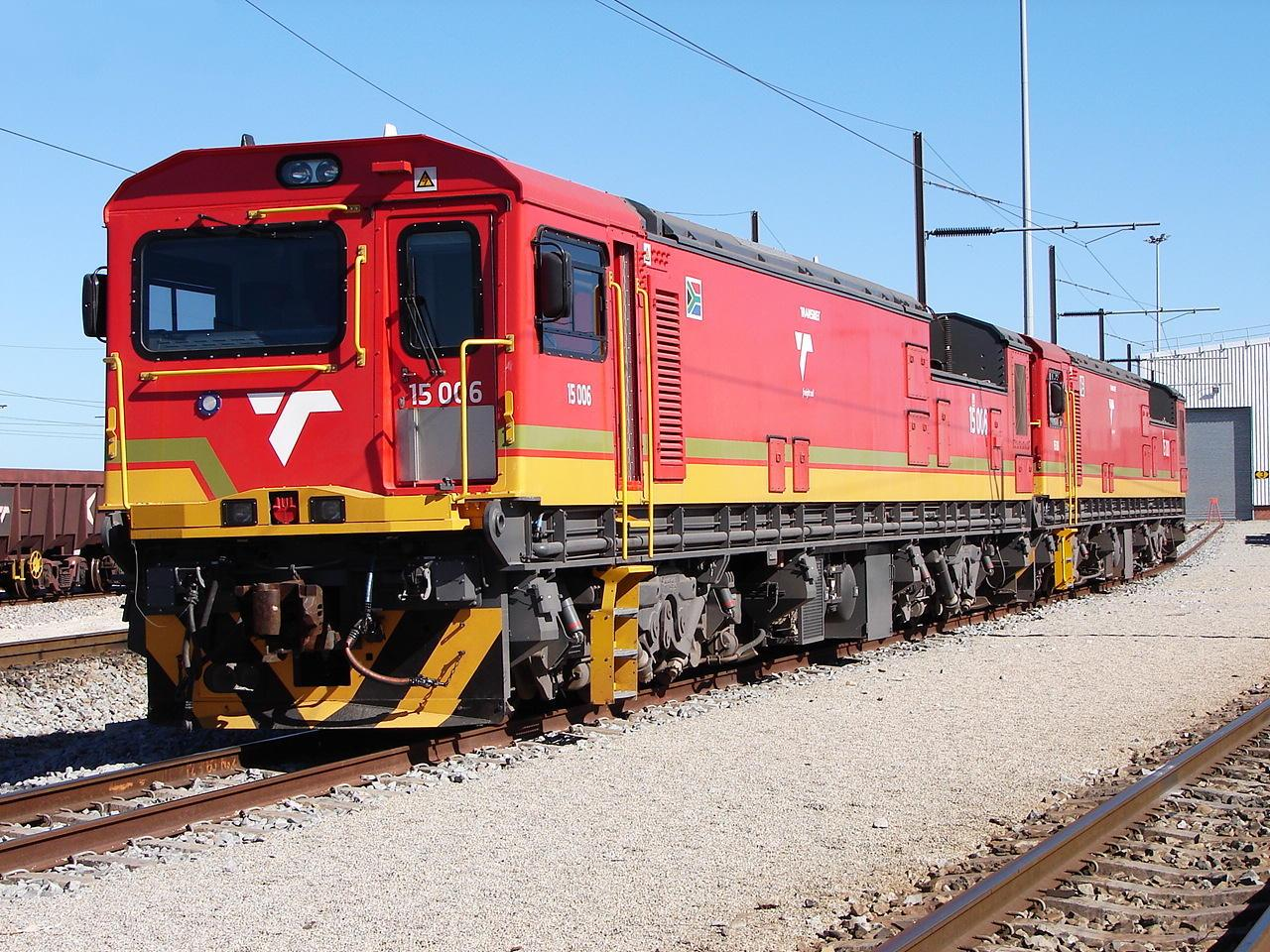
Lok der SAR-Klasse 15E

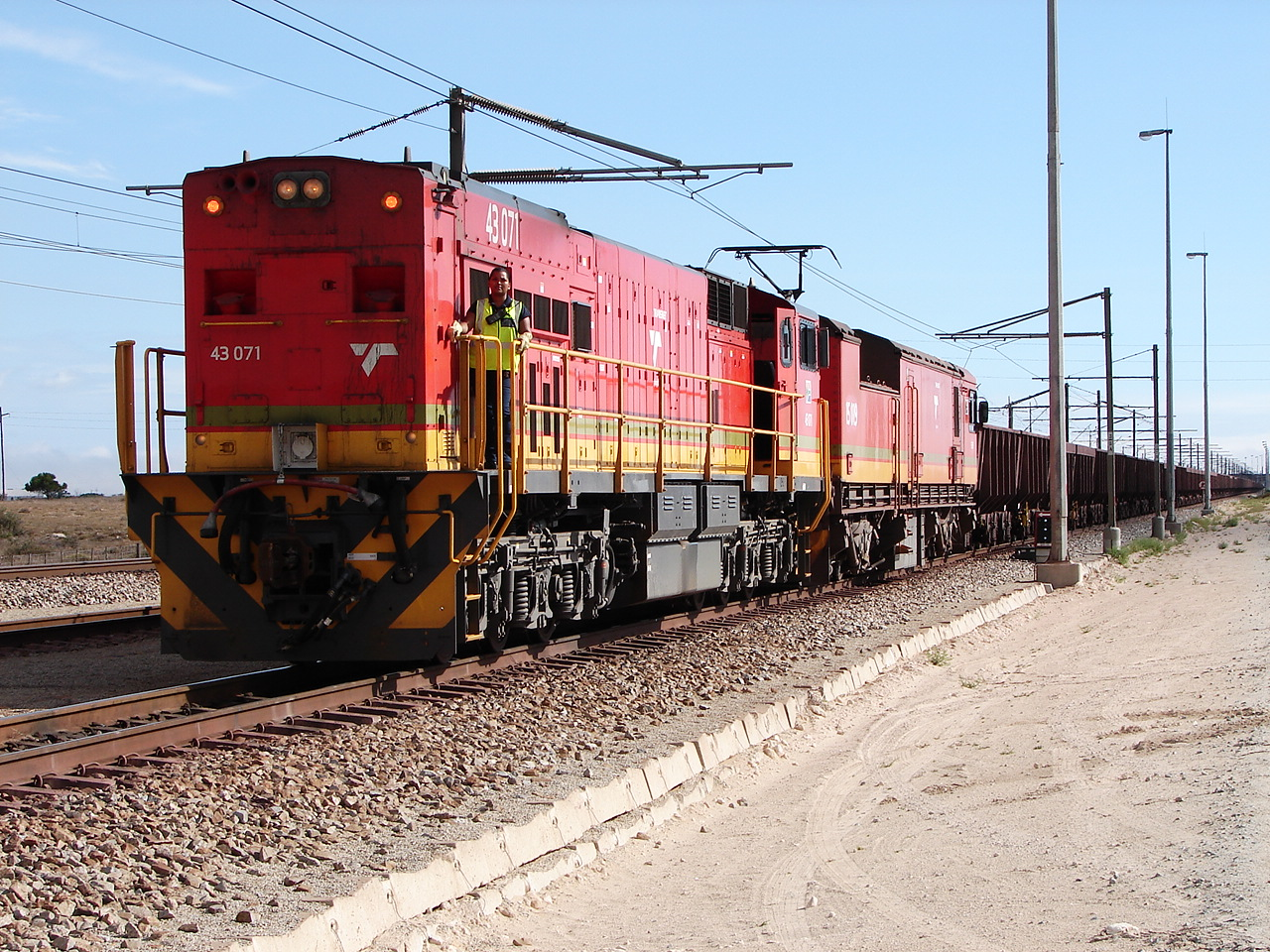
Erztransport in Saldanha

Das Betriebswerk Salkor Yard befindet sich in Saldanha, etwa fünf Kilometer vom Hafen entfernt. Im dortigen Rangierbahnhof werden die Züge in kleinere Einheiten getrennt und zum Hafen gefahren. Die Höchstgeschwindigkeit liegt bei 80 km/h.
Die Eisenerzzüge werden von je zwei Personen gefahren, in Halfweg findet ein Personalwechsel statt. Pro Woche verkehren etwa 30 Eisenerzzüge. Die Kreuzungsstellen sind außer in Halfweg unbesetzt. Gewöhnlich warten dort Leerzüge auf beladene Züge.
Die Erzzüge werden seit 2007 mit Radio Distributed Power-Technologie (RDP) betrieben. Sie haben eine Gesamtmasse von rund 41.400 Tonnen und sind die längsten Massengüter transportierenden Züge der Welt. Ihre Achslast ist mit 30 Tonnen die weltweit höchste auf Kapspur-Strecken. Die Erzzüge bestehen aus 342 Wagen, die von acht bis zwölf Lokomotiven gezogen werden. Jeder Zug besteht aus drei zusammengekuppelten 114-Wagen-Zügen, wovon jeder mit einer Elektrolokomotive und ein bis zwei Diesellokomotiven bespannt ist. Am Schluss des 3,72 km langen Zuges arbeitet eine einzige Elektrolokomotive. Jeder Wagen transportiert eine Ladung von 100 Tonnen, so dass mit einem Zug 34.200 Tonnen Erz transportiert werden können. Die Zwischenlokomotiven und die Schiebelokomotive am Ende des Zuges werden über Funkfernsteuerung betrieben, wobei die Signale von der Zugspitze zu den im Zug eingereihten Elektrolokomotiven übertragen werden, welche die mit ihnen gekuppelten Diesellokomotiven über ein Kabel fernsteuern. Die Zug- und Bremskraft jedes Lokomotivpakets lässt sich unabhängig von den anderen Lokomotivpaketen bedienen. Hauptsächlich werden E-Loks der Klasse 9E und 15E sowie Diesellokomotiven der Klasse 34D und 43D eingesetzt. Oft sind alle vier Baureihen im selben Zug anzutreffen. Die Lokomotiven der Klasse 15E werden seit 2009 eingesetzt.
Im Jahre 2018 befuhr versuchsweise ein 375-Wagen-Zug die Strecke, der aus drei 125-Wagen-Zügen zusammengesetzt war. Der 4 km lange Zug transportierte Manganerz an den Hafen.
Neben den Eisenerzzügen, die etwa drei Viertel der auf der Linie transportierten Tonnage befördern, verkehren auch andere kürzere Züge, die Zinkerzkonzentrat, Salz, Gips und Kohle transportieren. Seit 1994 werden auf dem Schienenweg Konzentrate mit Ilmenit, Zirkon und Rutil zu einer Schmelzanlage in Saldanha geführt. Sie stammen aus einer Aufbereitungsanlage in Koekenaap und gelangen über die Zweigstrecke aus Richtung Bitterfontein zur Hauptstrecke. Im Geschäftsjahr 2017/18 wurden auf der Strecke nahezu 60 Mio. t Manganerz transportiert. Innerhalb des staatlichen Eisenbahnunternehmens Transnet bilden die Strecke und der Betrieb einen eigenständigen Geschäftsbereich und wird als Orex (für: Ore export, deutsch: Erzexport) bezeichnet.
Die Strecke ist die einzige mit 50 kV/50 Hz elektrifizierte Bahnstrecke der Welt. Neben ihr existieren in Nordamerika vier weitere Strecken, die mit 50 kV/60 Hz elektrifiziert wurden. Es handelt sich dabei wie bei der Black Mesa and Lake Powell Railroad (BM&LP) um isolierte Industriebahnen ohne Verbindung zum übrigen Streckennetz. Der 1983 eröffnete Betrieb auf der Tumbler Ridge Subdivision der British Columbia Railway in Kanada wurde im Jahr 2000 wieder eingestellt.

## Einzelnachweise

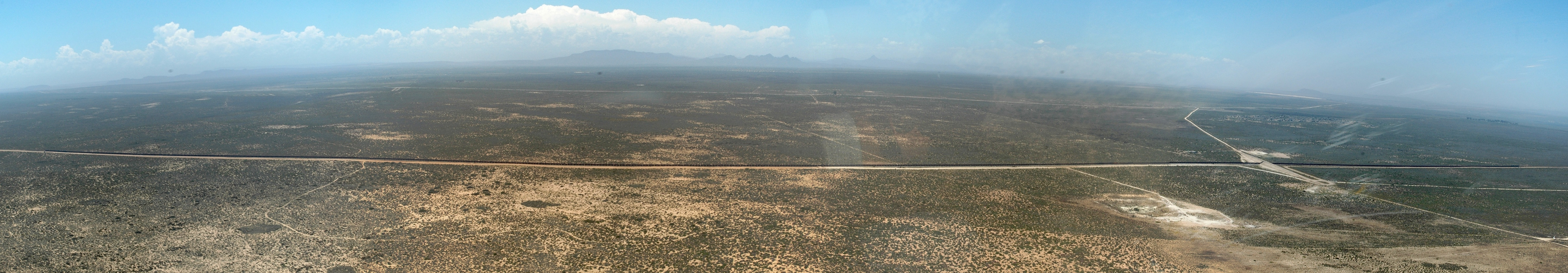
Luftbild eines Zuges auf der Bahnstrecke Sishen–Saldanha